# 老虎脚爪
老虎脚爪（拼音：lǎohǔ jiǎozhǎo；吴语苏沪嘉小片发音：lauhu ciahtsau
）是一種起源于江苏镇江，流行于江苏、上海一带的传统小吃，江淮一带通常称金刚脐，江苏盐城又称之为金刚麒；镇江、扬州又称为京江脐，亦简称江脐子（江淮官话扬州话/kaŋ̩ t͡ɕʰi t͡sɛ/）或脐子，此处"江"读"刚"音；南京称为金刚脐（江淮官话南京话/t͡ɕin kɔo t͡sʰi/），但读法特殊，老派南京话中此处"刚"读"高"音。一说因外形类似泥塑金刚的肚脐，因而叫做金刚脐。也有说得名于起源地镇江的别称“京江” 。
因正面突起六个尖状物，颜色呈焦黄，由于是手工制作不用模具，六个角时常分得很开，形状类似老虎的爪子，传入苏州、上海等地后，故有了老虎爪子之名。

## 制作方法
老虎脚爪表面脆而不硬，稍显坚实是其特色，还有略一点点碱香味，用老面发酵的传统方法制作，据说可以帮助消化。以前胃病患者胃痛起来，都要买老虎脚爪吃。老虎脚爪也曾是春、秋游的必备干粮。
在上海一带，因相比大饼，老虎脚爪体积小而不耐饥，一般不做早饭食用，早上店家也不售卖。往往在卖完大饼之后，为节约起见，店家要封煤球炉，以节约煤球。为了利用大饼炉内还有的余火余温，店主就让师傅将做烧饼多余的实心面团摘成一小块一小块，先贴在炉膛里，再封炉口。因为余温有限，所以体积不能太大，一般只有拳头盖大小。一直烘到下午三四点钟，店家会利用余温，再烤上一炉香脆饼，或者重新开炉，生火放煤，为晚茶做准备。经过长达五六小时的微火烘焙，使老虎脚爪变得外脆里香，另外它个头小，算是一种消闲食品，售价也低，深受市民的欢迎。
而在镇江一带，店家前一天下午先将加了油、盐、碱的面粉和好，让其发酵一夜。第二天白天再把面揉成馒头状的小团，用刀切成六角形，贴进炉壁烘烤约15分钟，即可出锅。刚出炉的京江脐棱角分明，呈立体雪花状，味道香脆松软。

## 口味与吃法
金刚脐有甜咸两种口味。咸味的金刚脐味道更像实心大饼，盐城人喜欢把它撕开，放在牛肉汤、羊肉汤里泡着食用。亦可泡在豆浆或粥中食用。甜味的金刚脐在出锅时外表会刷一层糖水。苏州人和上海人喜好甜食，味道甜但不重，属于甜烘饼。扬州、镇江一带亦有用京果粉泡甜金刚脐的吃法。

## 淡出消费市场
1970年代起，大饼摊的炉子逐步改成了更为现代化的电炉，原先利用煤球炉余热制作的老虎脚爪也逐渐淡出了食品消费市场，无论在盐城、苏州还是上海都难寻踪影。1990年代，上海的一些饮食公司曾希望恢复老虎脚爪的传统工艺，但电炉的火力永远也无法调节到以往煤球炉的微温状态，也不可能烘焙那么长时间，一般只会在一些传统食品展与节日庙会中象征性的出现。
2006年，上海老字号王家沙点心店将老虎脚爪重新恢复制作并售卖。相对于传统工艺，王家沙的烹饪流程相对简化，将老虎脚爪放入明火炉烘烤约20分钟，一炉五十个，从和面到出炉约为40分钟。

## 习俗
镇江、扬州一带有清明食用京江脐的习俗，相传京江脐是为寒食不动烟火而制作的，而两地的寒食已和清明合为一日。两地民间有谚语云“清明不吃脐子馓子，死后变成猫子狗子”与“清明不吃脐儿和馓子，死后阎王老爷要打板子”。